# Dude Perfect
Dude Perfect (DP) est un groupe américain de sport et de comédie dont le siège est à Frisco, Texas, États - Unis. Le groupe est composé des jumeaux Cory et Coby Cotton, Garrett Hilbert, Cody Jones et Tyler Toney, qui sont tous d'anciens colocataires de la Texas A&M University . La chaîne est actuellement la chaîne sportive la plus abonnée sur YouTube et la dix-huit chaîne la plus abonnée au total. Dude Perfect a également deux autres chaînes YouTube, Dude Perfect Plus et Dude Perfect Gaming. Ils ont une valeur nette estimée à plus de 50 millions de dollars.
Le contenu créé par Dude Perfect consiste principalement en des vidéos illustrant divers clichés, stéréotypes et cascades. Le groupe télécharge également régulièrement des vidéos de "batailles", dans lesquelles les membres individuels de Dude Perfect s’affrontent dans un jeu ou un concours de bonne nature, intégrant différents sports et un ensemble unique de règles. Dude Perfect a également créé le spectacle "Overtime", une série où ils accueillent une collection de segments, qui comprennent Wheel Unfortunate, Cool not Cool, Betcha, Recurds absurde, Top 10, Get Crafty, Juge Dudy, Scène de combat, Wives vs Chad, Game Time, Test de goût, et Bloops.

## Histoire

### Les premières années
Le 9 avril 2009, une vidéo du groupe réalisant des trick shots au ranch de Tyler Toney a été publiée sur YouTube.
La deuxième vidéo du groupe, filmée au camp d'été chrétien Sky Ranch, est sortie peu de temps après. La vidéo a amassé plus de 18 millions de vues; pour chaque tranche de 100 000 vues de la vidéo, Dude Perfect s'est engagé à parrainer un enfant de Compassion International. Après que les vidéos soient devenues virales, ESPN a contacté Dude Perfect. Des extraits de vidéos de Dude Perfect sont par la suite apparus sur First Take, Pardon the Interruption, Around the Horn et SportsNation.
En 2010, Dude Perfect a présenté la mascotte Panda. Le Panda est rapidement devenu un symbole populaire lors des matchs de basket-ball Texas A&amp;M lorsqu'il se moquait des joueurs de l'équipe adverse.

### Approbations et collaborations professionnelles
Le groupe a reçu plusieurs recommandations et demandes professionnelles, qui ont commencé avec l'ancien joueur des Sacramento Kings Tyreke Evans, dans le but de promouvoir Evans en tant que candidat pour la recrue de l'année. Dude Perfect est également apparu dans "Fantasy Factory" de Rob Dyrdek.
Dude Perfect a travaillé avec le quart-arrière des Green Bay Packers Aaron Rodgers, la star de la NBA Chris Paul, le joueur australien à dix quilles Jason Belmonte, l'acteur Paul Rudd, le chanteur Tim McGraw, l'entraîneur des Seattle Seahawks Pete Carroll et le quart -arrière Russell Wilson, le receveur Ryan Swope, la star du volleyball Morgan Beck, vainqueur du trophée Heisman et ancien quart-arrière Johnny Manziel , à Kyle Field, le quart-arrière des Titans du Tennessee Ryan Tannehill, l' équipe olympique des États-Unis, les pilotes NASCAR Ricky Stenhouse Jr, Travis Pastrana, James Buescher et le pilote de la série IndyCar James Hinchcliffe au Texas Motor Speedway.
Le groupe a également collaboré avec Dale Earnhardt Jr., le receveur large des Cleveland Browns Odell Beckham Jr., quart-arrière des Saints de la Nouvelle-Orléans Drew Brees et l'entraîneur Sean Payton, les Seahawks de Seattle et les joueurs des Rams de St. Louis Greg Zuerlein, Johnny Hekker et Jacob McQuaide, les joueurs des Stars de Dallas Tyler Seguin et Jamie Benn, la joueuse de tennis Serena Williams et le chanteur country Luke Bryan. En 2016, Dude Perfect s'est rendu au Royaume-Uni pour tourner une vidéo avec des joueurs de Manchester City, Arsenal et Chelsea. En 2020, Dude Perfect a sorti son quatrième All Sports Golf Battle qui a été préenregistré en 2019 avec l'acteur Zac Efron, qui a terminé troisième de la finale. Le groupe a également eu la chance de visiter le porte-avions de classe Nimitz de l'US Navy USS Nimitz pour un voyage de 3 jours à bord et a publié la vidéo de leur voyage sous forme d'épisode dans le cadre de leur Bucket List . En 2021, Dude Perfect a sorti l'épisode 27 de "Overtime", qui présentait une apparition du centre des Dallas Mavericks Boban Marjanovic.

### Entreprises commerciales
En 2011, Dude Perfect a sorti Dude Perfect, un jeu mobile gratuit pour iOS et Android. Le groupe a également sorti d'autres jeux appelés Dude Perfect 2, et Endless Ducker and That Lit. Après la sortie de l'application mobile, Cory Cotton a écrit un livre publié à l'échelle nationale intitulé Go Big. Là, elle a partagé les secrets que le groupe a appris lors du démarrage d'une entreprise. Un monde fortement influencé par les réseaux sociaux.
En juin 2015, le groupe a été sélectionné par les Harlem Globetrotters lors de leur repêchage annuel des joueurs.
En septembre 2015, le groupe a été approuvé pour une série télévisée intitulée The Dude Perfect Show sur CMT, qui a commencé à être diffusée au cours du premier semestre 2016. La deuxième saison de l'émission a été diffusée sur le réseau frère de Viacom , Nickelodeon.
En 2019, Dude Perfect a effectué sa toute première tournée en direct. En 2020, le groupe a également annoncé sa deuxième tournée en direct, qui a ensuite été reportée à 2021 en raison de la pandémie de COVID-19,.
En 2020, Dude Perfect s'est associé à Serious Bean Co. pour développer une nouvelle saveur de fèves au lard. Le groupe s'est également associé à TruLabs pour vendre des produits et des marchandises personnalisés.
En partenariat avec YouTube Originals en 2020, Dude Perfect a sorti un documentaire : 'Backstage Pass'. Le documentaire a fourni un aperçu des coulisses de leur tournée en direct: "Pound It, Noggin",.
En 2021, Dude Perfect a sorti sa première chanson, intitulée " The Pet Peeves Song ", le 3 mai 2021. Plus tard cette même année, un livre, Dude Perfect 101 Tricks, Tips, and Cool Stuff, écrit par Travis Thrasher et autorisé par le groupe, a été annoncé ; la version papier du livre devrait sortir le 22 juin,.
En août 2023, Dude Perfect annonce avoir investi dans le club de football anglais de Premier League Burnley FC.

### Record du monde
En 2009, le groupe a établi le record du monde Guinness du plus long tir de basket-ball après avoir tiré depuis le troisième pont de Kyle Field . En octobre 2010, Dude Perfect a étendu son record avec un tir « en croix » d'une hauteur de 66 mètres (216 pieds) ; le panier était situé à 45 mètres (150 pieds) de la base de la tour. En mars 2011, Dude Perfect a de nouveau battu officieusement son record avec un tir du haut du Reliant Stadium, qui est resté en l'air pendant 5,3 secondes,. En janvier 2014, le groupe a tenté avec succès un tir depuis la tour de la Réunion, haute de 561 pieds, avec Cody Jones et Garrett Hilbert tenant le panier à la base de la tour. Dans leur vidéo de 2016, "World Record Edition", Dude Perfect a battu plusieurs records du monde . Le groupe a battu les records du monde du plus long tir de basket-ball, du plus long tir de basket-ball, du plus long tir de basket-ball avec les yeux bandés et du plus long tir de basket-ball assis. Par la suite, ils ont sorti une suite basée sur le football l'année suivante, dans laquelle ils ont battu encore plus de records du monde.
En 2018, Dude Perfect a battu le record de la plus longue marche pieds nus en Lego et du plus long coup de pois lors du tournage de "Overtime". Dans l'épisode six de "Overtime", Dude Perfect a battu le record de la distance la plus éloignée parcourue en roulant sur des ballons d'exercice . En 2019, Dude Perfect a battu le record du monde du plus grand nombre de balles de ping-pong collées sur la tête d'une personne à l'aide de crème à raser et du plus grand nombre de beignets empilés les uns sur les autres les yeux bandés . En 2020, ils ont battu un autre record pour le plus grand nombre de passes de tête de beachball en 30 secondes.
En 2019, sur The Dude Perfect Show de Nickelodeon, le groupe a établi 6 records du monde : temps le plus rapide pour envelopper une personne avec du papier d'emballage (équipe de deux), la plupart des poppers de fête ont éclaté en 30 secondes (équipe de deux), la plupart des punaises insérées dans une planche de liège en une minute, la plupart des œufs écrasés avec les orteils en 30 secondes, la plupart des canettes de boisson ouvertes d'une seule main en une minute, la distance la plus éloignée parcourue sur des boules suisses.
Dude Perfect détient actuellement 15 records du monde Guinness.

## Contenu
Le contenu créé par Dude Perfect se compose principalement de vidéos illustrant divers clichés, stéréotypes et cascades. Le groupe met également régulièrement en ligne des vidéos de "batailles", dans lesquelles les membres individuels de Dude Perfect s'affrontent dans un jeu ou un concours de bonne humeur, incorporant différents sports et un ensemble unique de règles. Dude Perfect a également créé l'émission Overtime, une série où ils hébergent une collection de segments, dont Wheel Unfortunate, Cool not Cool, Betcha, Absurd Recurds, Top 10, Get Crafty, Judge Dudy, Fight Scene, Wives vs Chad, Game Time, Test de goût et Bloops. D'autres séries incluent Bucket List et Games with Consequences.

## Légitimité
Au milieu de leur succès, des questions se sont posées sur la légitimité des coups truqués du groupe. Les animateurs de Good Morning America ont discuté des astuces et ont débattu pour savoir si elles étaient réelles, bien que les experts contactés par l'émission aient déclaré qu'ils étaient incapables de trouver des preuves que les astuces étaient fausses.
Concernant les doutes, le membre du groupe Cody Jones a déclaré : « Nous adorons quand les gens prétendent que c'est faux, car cela rend les prises de vue encore plus ridiculement impossibles ; et nous obtenons plus de publicité et de succès sur YouTube, donc nous aimons le mystère de savoir si c'est vrai ou faux."  Tyler Toney et les jumeaux Cotton ont expliqué qu'il faut plusieurs tentatives pendant le tournage avant de réussir le plan final.